# الأبرشية البطريركية

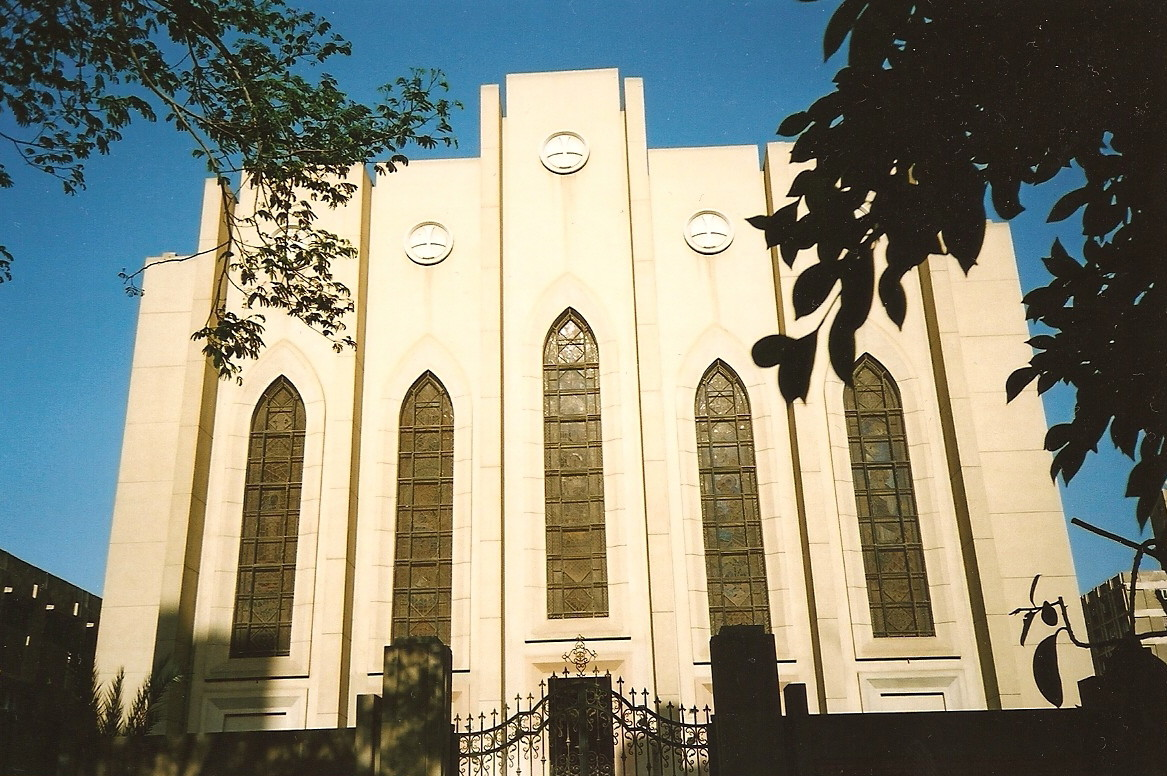
كاتدرائية الأقباط الكاثوليك بالقاهرة

الأبرشية البطريركية القبطية الكاثوليكية هي أبرشية كاثوليكية شرقية مقرها القاهرة و يرأسها البطريرك القبطي الكاثوليكي، و تشمل القاهرة و الدلتا والإسكندرية تابعة للكنيسة القبطية الكاثوليكية. وهي واحدة من سبع أبرشيات قبطية كاثوليكية. كرسي الأبرشية البطريركية هو كاتدرائية السيدة العذراء بمدينة نصر بمحافظة القاهرة.

## تاريخ
تأسست الأبرشية في 26 نوفمبر 1895 بمرسوم بابوي من البابا ليون الثالث عشر عنوانه «المسيح الرب». و تضمن القرار تعيين الأنبا كيرلس مقار مدبرًا رسوليًا لطائفة الأقباط الكاثوليك، و إنشاء ثلاث إيبارشيات: الإيبارشية البطريركية، و تشمل الوجه البحري بأكمله (الإسكندرية و الدلتا و القاهرة) ومقرها القاهرة؛ وإيبارشية هرموبوليس (المنيا)؛ و إيبارشية طيبة (طهطا). و بين عامي 1908 و1947 تولى إدارة البطريركية بالتتابع مدبران رسوليان هما: الأنبا مكسيموس صدفاوي، و الأنبا مرقس خزام، الذي عيّن بطريركًا في 9 أغسطس 1947، و تم تجليسه في 7 مارس 1948.